# Arenque curado

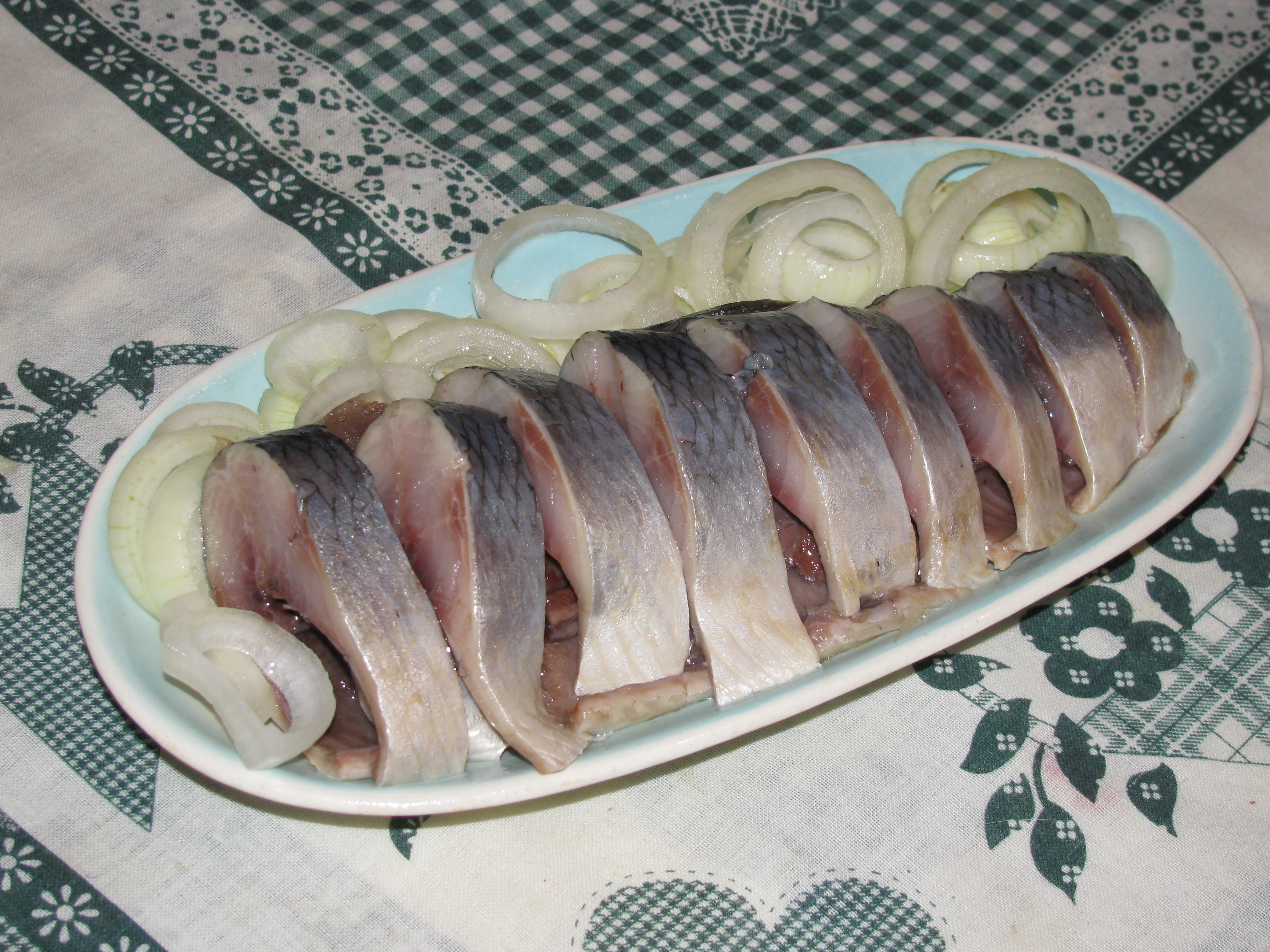
Arenque curado

O arenque curado é um alimento em conserva tradicional dos países europeus do Atlântico Norte. Surgiu provavelmente como consequência das flutuações populacionais destes peixes, que podem ser muito abundantes em alguns anos, mas apenas durante um curto período . 
Os arenques são filetados e colocados em barricas com sal e alguns temperos e pesos que fazem com que o líquido libertado suba à superfície, donde é retirado. Esta preparação pode conservar o peixe em boas condições por vários meses para ser posteriormente cozido ou comido diretamente. 
O pickles pode ser consumido sobre fatias de pão, como no smorrebrod, com batata cozida e pepino ou fatias de funcho. Pode também levar alguns temperos extras, como vinagre, mostarda, malagueta ou açúcar e comido a acompanhar algum prato de peixe. Às vezes é usado apenas para acompanhar cerveja ou akvavit (aguardente temperada da Escandinávia).